# جاست دانس: سامر بارتي
جاست دانس: سامر بارتي (بالإنجليزية: Just Dance: Summer Party)‏ وتعني فقط أرقص: احتفال الصيف، هي لعبة فيديو إلكترونية من نوع إيقاع والموسيقى، أنتجها شركة والت ديزني الأمريكية ونشرها شركة يوبي سوفت الفرنسية في شهر يوليو 2011م، وتعمل حصراً لنظام التشغيل نينتندو وي.